# Petr Karlík
Petr Karlík (ur. 11 lutego 1951 w Uherskim Hradištu) – czeski językoznawca i bohemista. Zajmuje się składnią współczesnego języka czeskiego.
W latach 1970–1975 studiował bohemistykę i germanistykę na Wydziale Filozoficznym Uniwersytetu Jana Ewangelisty Purkyniego w Brnie. W 1974 r. został zatrudniony tamże. W 1981 r. uzyskał stopień kandydata nauk na podstawie pracy Vývoj funkcí kondicionálu v češtině. W 1998 r. został mianowany na stanowisko profesora.
Jest autorem publikacji Kapitoly z dějin české jazykovědné bohemistiky (2007), tj. zbioru fundamentalnych prac z zakresu językoznawstwa bohemistycznego. Autor bądź współautor opisów gramatycznych Příruční mluvnice českého jazyka i Skladba češtiny.

## Wybrana twórczość
- Jazyk a kultura vyjadřování, ISBN 80-210-1801-1
- Korpus jako zdroj dat o češtině, ISBN 80-210-3595-1
- Studie o českém souvětí, ISBN 80-210-1084-3
- Příruční mluvnice češtiny (1995)
- Skladba češtiny (współautorstwo, 1998)
- Mluvnictví od konce druhé světové války 1945 do prvních let 21. století (2007)
- Nový encyklopedický slovník češtiny (2016, redaktor, autor haseł)